# Arañuel
Arañuel település Spanyolországban, Castellón tartományban. Arañuel Cirat, Cortes de Arenoso, Ludiente, Montanejos és Zucaina községekkel határos. Lakosainak száma 159 fő (2024).

## Népesség
A település népessége az elmúlt években az alábbi módon változott:
| Lakosok száma | 210  | 191  | 188  | 199  | 196  | 181  | 160  | 150  | 152  | 159  |
|               | 2001 | 2004 | 2006 | 2009 | 2011 | 2014 | 2016 | 2019 | 2021 | 2024 |